# Thakurdwara
Thakurdwara är en ort i Indien.   Den ligger i distriktet Morādābād och delstaten Uttar Pradesh, i den norra delen av landet, 170 km öster om huvudstaden New Delhi. Thakurdwara ligger 229 meter över havet och antalet invånare är 39 860.
Terrängen runt Thakurdwara är mycket platt. Runt Thakurdwara är det tätbefolkat, med 659 invånare per kvadratkilometer. Närmaste större samhälle är Kashipur, 9,6 km öster om Thakurdwara. Trakten runt Thakurdwara består till största delen av jordbruksmark.